# Reddyanus
Genre
Reddyanus est un genre de scorpions de la famille des Buthidae.

## Distribution
Les espèces de ce genre se rencontrent en Asie du Sud, en Chine, en Asie du Sud-Est et en Mélanésie,.

## Liste des espèces
Selon The Scorpion Files (26/02/2025) :
- Reddyanus aareyensis (Mirza & Sanap, 2010)
- Reddyanus acanthurus (Pocock, 1899)
- Reddyanus alessandroi (Lourenço & Ythier, 2025)
- Reddyanus assamensis (Oates, 1888)
- Reddyanus basilicus (Karsch, 1879)
- Reddyanus besucheti (Vachon, 1982)
- Reddyanus bilyi (Kovařík, 2003)
- Reddyanus brachycentrus (Pocock, 1899)
- Reddyanus ceylonensis Kovařík, Lowe, Ranawana, Hoferek, Jayarathne, Plíšková & Šťáhlavský, 2016
- Reddyanus corbeti (Tikander & Batawade, 1983)
- Reddyanus deharvengi (Lourenço & Duhem, 2010)
- Reddyanus feti (Kovařík, 2013)
- Reddyanus furai Kovařík & Šťáhlavský, 2019
- Reddyanus hainanensis (Lourenço, 2005)
- Reddyanus heimi (Vachon, 1976)
- Reddyanus hofereki Kovařík & Šťáhlavský, 2019
- Reddyanus jayarathnei Kovařík, 2016
- Reddyanus jendeki (Kovařík, 2013)
- Reddyanus justi Kovařík, Lowe & Šťáhlavský, 2020
- Reddyanus kanak (Lourenço, 2023)
- Reddyanus khammamensis (Kovařík, 2003)
- Reddyanus krasenskyi (Kovařík, 1998)
- Reddyanus kurkai (Kovařík, 1997)
- Reddyanus lao (Lourenço & Leguin, 2012)
- Reddyanus loebli (Vachon, 1982)
- Reddyanus majkusi Kovařík & Šťáhlavský, 2019
- Reddyanus melanodactylus (L. Koch, 1867)
- Reddyanus navaiae (Kovařík, 1998)
- Reddyanus neradi (Kovařík, 2013)
- Reddyanus petrzelkai (Kovařík, 2003)
- Reddyanus problematicus (Kovařík, 2003)
- Reddyanus ranawanai Kovařík, 2016
- Reddyanus rigidulus (Pocock, 1897)
- Reddyanus rolciki Kovařík & Šťáhlavský, 2019
- Reddyanus schwotti Kovařík & Šťáhlavský, 2019
- Reddyanus vittatus (Pocock, 1900)
- Reddyanus zideki (Kovařík, 1994)

## Systématique et taxinomie
Ce genre a été décrit par Vachon en 1972 comme un sous-genre de Isometrus. Il a été élevé au rang de genre par Kovařík, Lowe, Ranawana, Hoferek, Jayarathne, Plíšková et Šťáhlavský en 2016. Lourenço et Ythier n'acceptent pas cette décision.

## Étymologie
Ce genre est nommé en l'honneur de R. P. Sreenivasa-Reddy.

## Publication originale
- Vachon, 1972 : « Remarques sur les scorpions appartenant au genre Isometrus H. et E. (Buthidae) á propos de l`espèce Isometrus maculatus (Geer) habitant l'île de Pâques. » Cahiers Pacifique, vol. 16, p. 169–180.